# Marek Fábry
Marek Fábry (ur. 7 sierpnia 1998 w Nitrze) – słowacki piłkarz grający na pozycji napastnika. W swojej karierze grał również w FC Nitrze, której jest wychowankiem, Dukli Praga, GKS-ie Jastrzębie i Zagłębiu Sosnowiec.